# Waterfall (Stargate)
Waterfall is een nummer van het Noorse producersduo Stargate uit 2017, ingezongen door de Amerikaanse zangeres Pink en de Australische zangeres Sia.
Het is uitzonderlijk dat de mannen van Stargate met een eigen nummer op de proppen komen. Normaliter staan ze vooral op de achtergrond, en schrijven en produceren ze vooral nummers voor andere artiesten. "Waterfall" gaat over een relatie waarin de ik-figuur compleet meegesleurd wordt door alles. Het nummer werd een klein hitje in Europa. In Noorwegen, het thuisland van Stargate, behaalde het een bescheiden 30e positie. In Sia's thuisland Australië behaalde het de 19e positie. In Nederland werd de eerste positie in de Tipparade gehaald, terwijl het in Vlaanderen niet verder kwam dan de 34e positie in de Tipparade.